# Голяма Желязна
Голяма Желязна е село в Северна България, част от община Троян в област Ловеч. Населението му е 508 души (15 март 2024).

## География
Голяма Желязна се намира във Васильовската предпланина на Стара планина, на границата на общините Угърчин и Троян. Разстоянието до общинския център Троян е 32 км. През селото преминава река Топля (приток на Калник), която извира от едноименната пещера. Язовирът е завършен през 1961 г.
Основни махали са: Бърдене, Централна, Мюсюлманска, Мочурака, Топля, Късера, Кузуря, Лъките, Разсадищата, Испирско, Радьово, Селски дол, Радей, Суха долчина, Чолдарско, Чиря. Част от землището на Голяма Желязна е заета от язовир „Сопот“ (всъщност по-голямата част от язовира е в землището на Голяма Желязна).
Най-известните природни забележителности са пещерите Топля и Яловица, скалата Купена (до Топленската пещера), Момски камък и т.н. Понастоящем голям интерес представлява и язовир „Сопот“, който предлага добри условия за риболов и водни спортове.

## История
Първите следи от човешко присъствие на територията на селото са находки от неолита в пещерата Топля. Други свидетелства за ранно обитаване са множеството изкуствени могили в землището на селото: могилите в мюсюлманската махала (три на брой), Топ кория, могилите в м. Лъките, тези в м. Говедарски рът (разрушени от иманяри) и др.
За първи път селището се споменава в османски документи от XV век под името Зелезна. За произхода на името има две предположения. Първото е, че през късното средновековие тук пристигат саксонски рудари (саси), които се смесват с местното население. Второто е, че през XVII век след потушаването на Чипровското въстание част от бежанците се заселват в тук и започват добив на желязна руда. И според двете предположения името категорично се дължи на находището на желязна руда в местността Енча, в землището на селото. В наши дни находището не се експлоатира поради факта, че запасите от руда в него са недостатъчни.
Легендата за основаването на селото гласи, че първоначално то се е наричало Браилица и се е намирало в м. Няголовото. Преди около 300 години се премества заради изтощаване на почвата. Новото му местоположение било в района на днешната махала Бърдене. Това било и наименованието на новото селище. Според преданието то е засегнато от чумна епидемия и за да се спаси, населението е принудено да се крие. Тогава чумата е заорана от двама братя-близнаци с два вола-близнаци в м. Чумин кръст. След това селото продължава да съществува спокойно и дори се замогва благодарение на пътя Варна-Дубровник, на който се намира. Развитието на търговията започва да носи големи приходи за населението.
Благоденствието на селото обаче предизвикало вниманието на жителите на околните селища. Бърденци били обвинени в убийството на боримска кадъна, извършено в Борима от самите турци, които тайно захвърлили тялото в бърденските обори. Страхът от отмъщение за мнимото престъпление принудил бърденци да се разселят. Те се разделили на три групи. Според друга версия отмъщението се състояло, като част от българите били избити, а къщите им – изгорени. Част от бърденци се преселили в Пловдивско, а други се установили в близката местност Желязна. Така били положени основите на съвременното село Голяма Желязна. Третата група забягва в Румъния.
Мъже от Голяма Желязна участват както в борбите за освобождение от Османската империя, така и във войните за национално обединение на България. При избухването на Балканската война в 1912 година един жител на Голяма Желязна е доброволец в Македоно-одринското опълчение.

## Население
Численост и дял на етническите групи според преброяването на населението през 2011 г.:
|                     | Численост | Дял (в %) |
| Общо                | 637       | 100,00    |
| Българи             | 520       | 81,63     |
| Турци               | 98        | 15,38     |
| Цигани              | 0         | 0,00      |
| Други               | 0         | 0,00      |
| Не се самоопределят | 0         | 0,00      |
| Неотговорили        | 13        | 2,04      |

Мнозинството от жителите са православни, а част са мюсюлмани.

## Управление
В центъра на селото се намира неговото кметство.

## Инфраструктура
През 1899 г. е основано читалище „Развитие“, а от 1976 г. то разполага с нова сграда, в която се помещава. Още през 1862 г. е открито училище и в селото започва дълга училищна традиция, която обаче е прекратена в наши дни със закриването на основното училище „Цано Станчев“. Каменната църква „Св. Всях Светих“ е осветена през 1857 г., а през 2007 беше реставрирана.

## Култура
Забележителност на селото е сградата на църквата, построена през 1857 г. Други обекти с културно и археологическо значение са старата и новата сгради на читалището, селищната могила в м. Петър, праисторическата леярница, множество стари къщи, Говедарската къща (там се е намирало първото училище), войнишкият паметник-чешма (в памет на загиналите в двете балкански войни и ПСВ), оброците (в м. Сойчинско, в м. Торището, в м. Черковището и др.), м. Манастиря, където има останки от стар манастир и т.н.